# تپه کهریز
تپه کهریز مربوط به دوران پیش از تاریخ ایران باستان است و در شهرستان قروه، روستای گنداب بالا واقع شده و این اثر در تاریخ ۲۵ اسفند ۱۳۷۹ با شمارهٔ ثبت ۳۵۷۱ به‌عنوان یکی از آثار ملی ایران به ثبت رسیده است.